# Sanmarinská lira
Sanmarinská lira byla národní měnovou jednotkou San Marina. Sanmarinská lira se dělila na 100 centesimi. Byla zavedena v roce 1864 a platila do 31. prosince 2001. Bankovky vydávala Cassa di Risparno della Repubblica di San Marino (Spořitelna Sanmarinské republiky). V oběhu byly mince v hodnotách 50, 100, 200, 500 a 1000 lir, také byly vydány i bankovky v hodnotách 5000 a 10000 lir. ISO 4217 kód měny byl SML. 1. ledna 2002 byla sanmarinská lira nahrazena eurem.

## Status měny
San Marino bylo, podobně jako Vatikán, pevně svázáno svojí měnou s Itálií (všechny tři měny souběžně obíhaly po celém Apeninském poloostrově). Hlavní oběžnou měnou byla italská lira a mince sanmarinské liry byly spíše určeny jako sběratelský artikl. San Marino je známé vývozem svých sběratelských výrobků, jako jsou mince, bankovky, poštovní známky…

## Oběžné mince
Přestože se sanmarinská lira dělila na 100 centesimi, po druhé světové válce již nebyly mince s hodnotou centesimi v oběhu z důvodu neekonomičnosti jejich výroby. Nejnižší hodnotou sanmarinských mincí byla 1 lira. Mince byly raženy v hodnotách 50, 100, 200, 500  a 1000 lir. Mince byly v oběhu, ale byly často ze země vyváženy jako suvenýr (podobně jako vatikánská lira a monacký frank).

## Pamětní mince
Pamětní mince byly vydávány v různých sériích a byly věnovány různým výročím. Pro ekonomiku San Marina byly a jsou pamětní mince výnosnější, než byly mince oběžné. Z toho důvodu jsou dodnes vydávány pamětní mince v dárkovém balení a jsou určeny jako sběratelský artikl. Jsou raženy ze stříbra i zlata. Jako první byla vydána mince s hodnotou 500 lir v roce 1975.

## Bankovky
Byly vydány dvě bankovky v hodnotách 5000 a 10000 lir.